# Nio ET5
Nio ET5 — компактный представительский электромобиль производства компании NIO, запущенный в производство в 2022 году.

## Описание
Nio ET5 впервые был представлен 18 декабря 2021 года в Китае в Олимпийском спортивном центре Сучжоу. Продажи начались в сентябре 2022 года по цене 328 000 юаней. Конкурентами являются Tesla Model 3 и XPeng P7.
Интерьер автомобиля оборудован панорамным цифровым кокпитом с технологиями AR и VR, невидимыми вентиляционными отверстиями и 256-цветным внешним освещением. В стандартную комплектацию входит система объёмного звучания Dolby Atmos 7.1.4.
В 2023 году автомобиль получил 5 звёзд рейтинга EuroNCAP.

## Технические характеристики
Автомобили Nio ET5 оснащается двумя электродвигателями мощностью 150—210 кВт (480 л. с.) и крутящим моментом 700 Н⋅м. Каждый двигатель питается от аккумуляторов ёмкостью 75—150 кВт⋅ч с запасом хода 445—580 км по циклу WLTP.

## Галерея

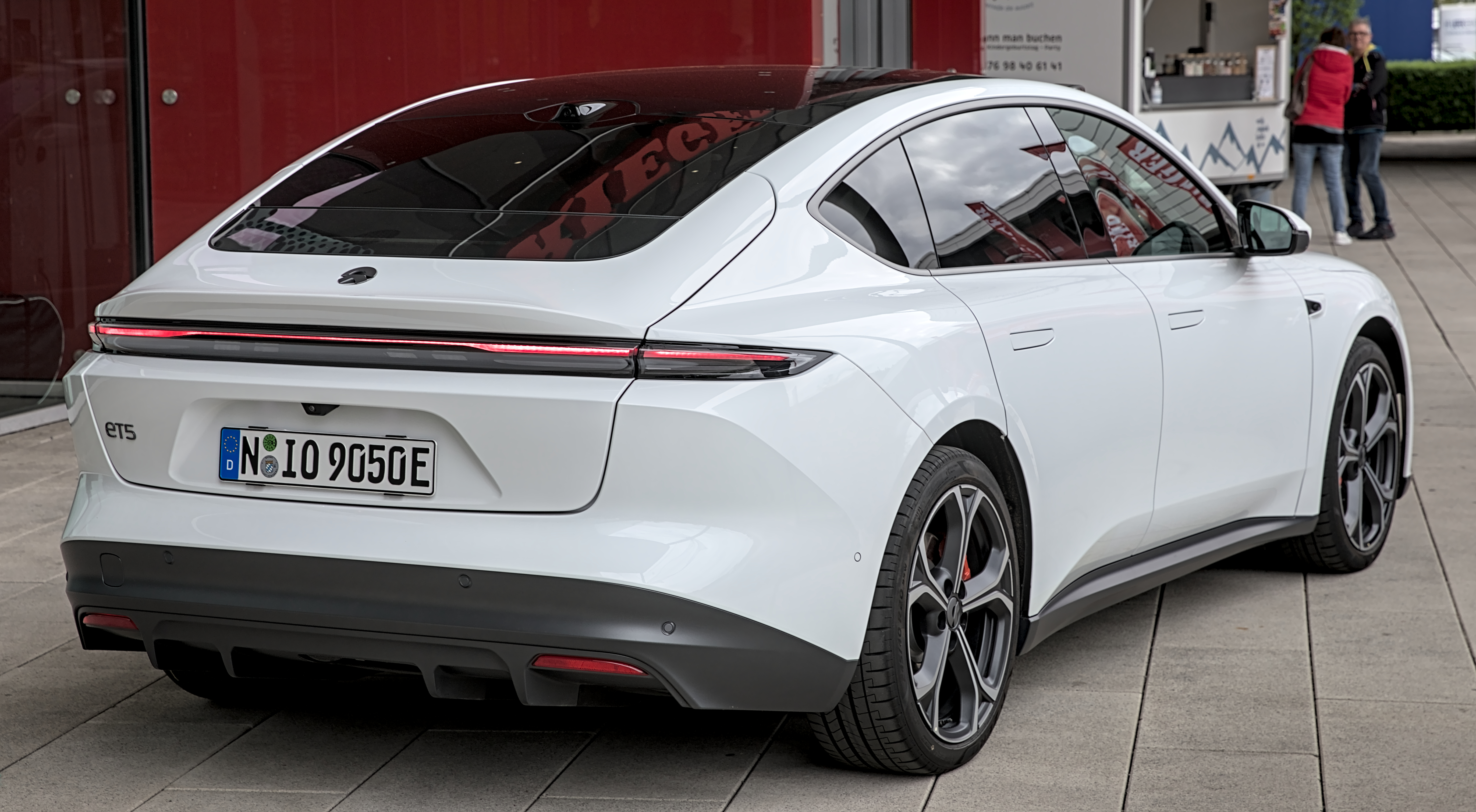
Вид сзади
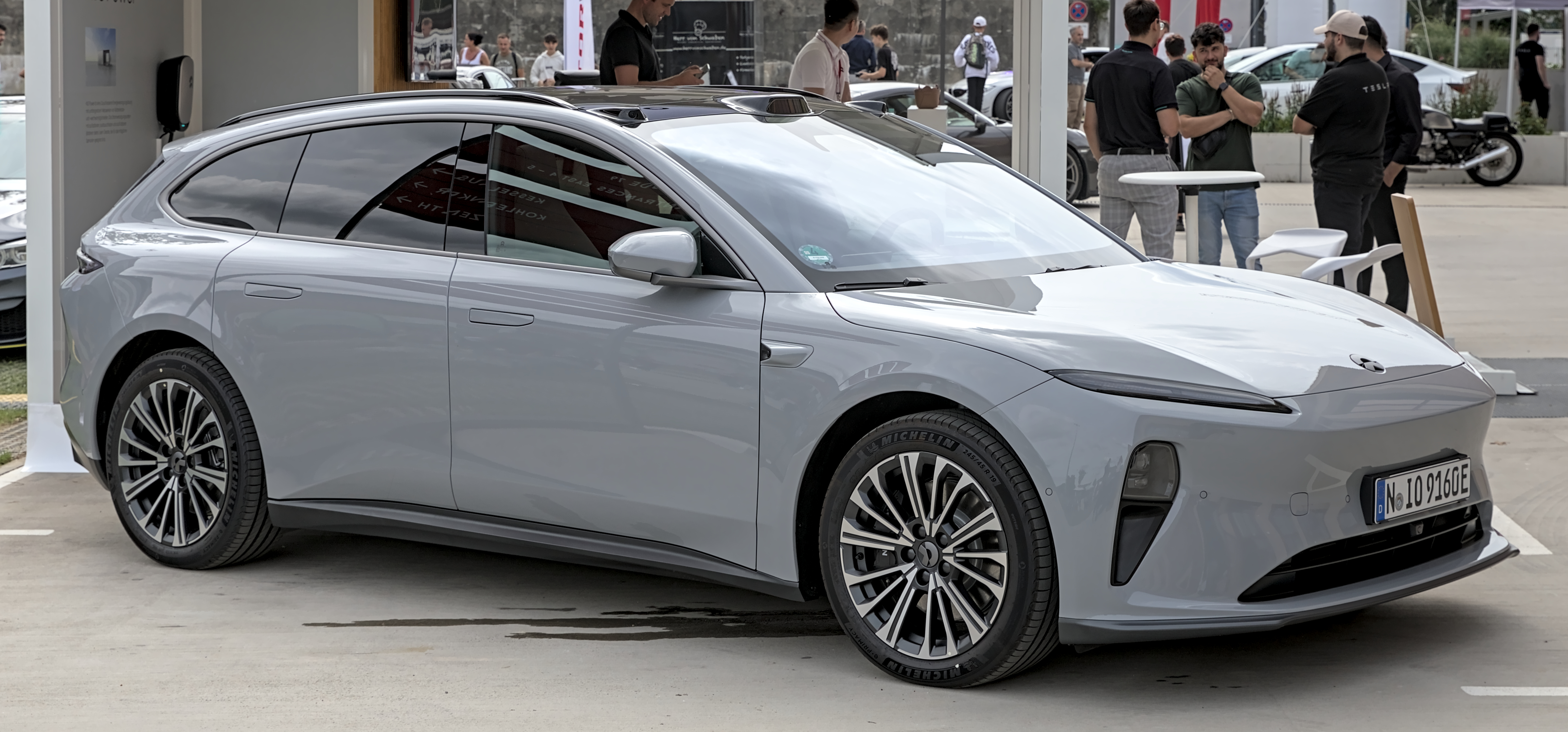
Nio ET5 Touring
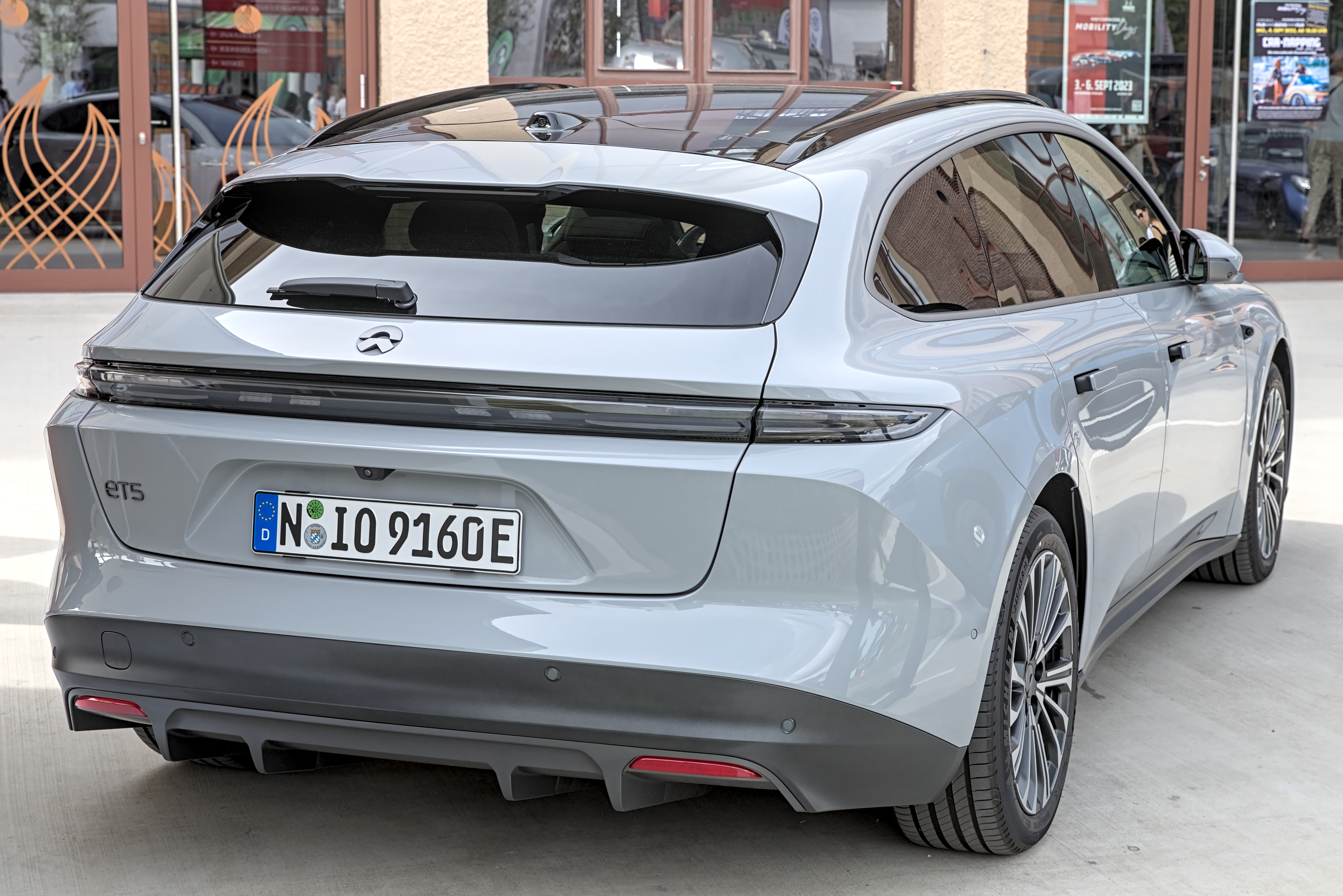
Вид сзади
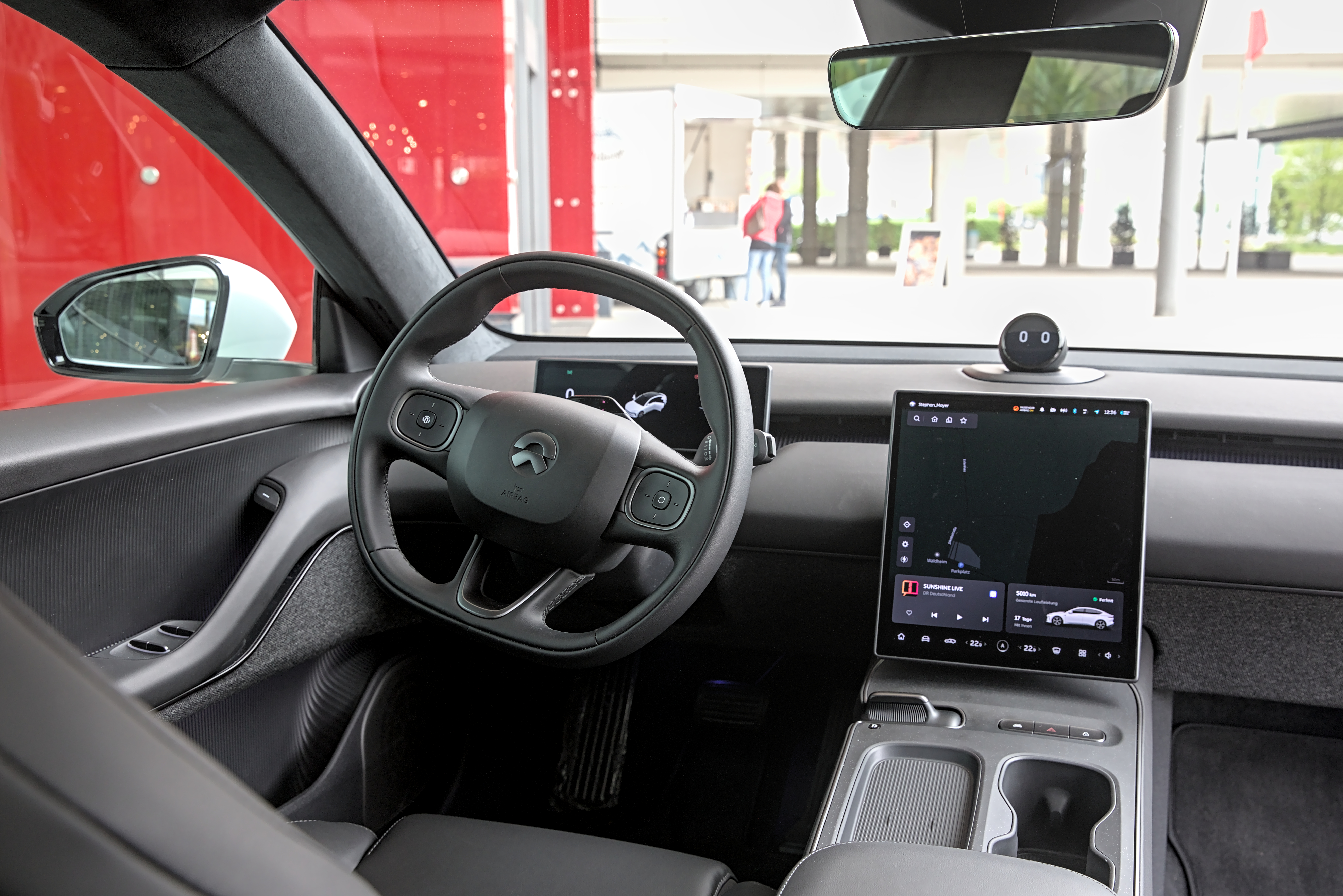
Интерьер